# Marina-Adelina Coste
Marina-Adelina Coste (n. 30 noiembrie 1965 – d. 13 august 2017) a fost un deputat român, ales în 2016. Marina - Adelina Coste a încetat din viață la un spital din Cluj - Napoca în urma unei boli grave și lungi suferințe.